# 米勒山 (霍蘭山脈)
米勒山（英語：Mount Miller）是南極洲的山峰，位於沙克爾頓海岸，處於勞埃德山以南13公里的霍蘭山脈地區，海拔高度4,160米，由英國探險隊發現和命名，現時由南極條約體系管理。

## 外部連結
. . United States Geological Survey.   [2013-10-18].
83°20′S 165°48′E / 83.333°S 165.800°E